# Okres Lavaux-Oron
Okres Lavaux-Oron (francouzsky District de Lavaux-Oron) je jedním z okresů kantonu Vaud ve Švýcarsku. Jeho sídlem je Cully (politická obec Bourg-en-Lavaux).

## Poloha
Okres se rozkládá v jihovýchodní části kantonu. Na severu sousedí s kantonem Fribourg, na východě s okresem Riviera-Pays-d’Enhaut, na západě a severozápadě s okresy Broye-Vully, Gros-de-Vaud a Lausanne. Jižní hranici tvoří Ženevské jezero.

## Seznam obcí
| Znak                    | Název obce              | Počet obyvatel (31. 12. 2022) | Rozloha (km²) | Hustota zalidnění (obyv./km²) |
| ----------------------- | ----------------------- | ----------------------------- | ------------- | ----------------------------- |
| Belmont-sur-Lausanne    | Belmont-sur-Lausanne    | 3837                          | 2,65          | 1448                          |
| Bourg-en-Lavaux         | Bourg-en-Lavaux         | 5386                          | 9,64          | 559                           |
| Chexbres                | Chexbres                | 2202                          | 2,15          | 1024                          |
| Forel (Lavaux)          | Forel (Lavaux)          | 2064                          | 18,51         | 112                           |
| Jorat-Mézières          | Jorat-Mézières          | 3104                          | 11,09         | 280                           |
| Lutry                   | Lutry                   | 10 718                        | 8,46          | 1267                          |
| Maracon                 | Maracon                 | 546                           | 4,38          | 125                           |
| Montpreveyres           | Montpreveyres           | 661                           | 4,12          | 160                           |
| Oron                    | Oron                    | 6114                          | 26,28         | 233                           |
| Paudex                  | Paudex                  | 1550                          | 0,48          | 3229                          |
| Puidoux                 | Puidoux                 | 2992                          | 22,86         | 131                           |
| Pully                   | Pully                   | 18 984                        | 5,86          | 3240                          |
| Rivaz                   | Rivaz                   | 332                           | 0,31          | 1071                          |
| Saint-Saphorin (Lavaux) | Saint-Saphorin (Lavaux) | 401                           | 0,88          | 456                           |
| Savigny                 | Savigny                 | 3418                          | 16,01         | 213                           |
| Servion                 | Servion                 | 2138                          | 6,32          | 338                           |
| Celkem (16)             | Celkem (16)             | 64 447                        | 140,00        | 460                           |